# Niemiecka Spółka Wschodnioafrykańska

Flaga DOAG

Niemiecka Spółka Wschodnioafrykańska (niem. Deutsch-Ostafrikanische Gesellschaft (DOAG)) – założona została 28 marca 1884 przez Grafa Behr-Bandelina i Carla Petersa w Berlinie jako Spółka na rzecz kolonizacji niemieckiej (Gesellschaft für deutsche Kolonisation). Celem tej spółki było założenie niemieckich kolonii handlowych.
Jesienią 1884 spółka wysłała ekspedycje do wschodniej Afryki. Carl Peters, Joachim von Pfeil i Karl Ludwig Jühlke przyjechali pod fałszywymi nazwiskami do Zanzibaru i podpisali z wodzami okolicznych plemion 12 traktatów, przez co pozyskane zostały Usegua, Nguru, Usagara i Ukami. 27 lutego 1885 cesarz niemiecki wystawił spółce tak zwany Schutzbrief (list protekcyjny) dla pozyskanych posiadłości. DOAG zyskała przez to możliwość utworzenia protektoratu: Niemiecka Afryka Wschodnia.